# Ctenophilus angolae
Ctenophilus angolae är en mångfotingart som först beskrevs av Chamberlin 1951.  Ctenophilus angolae ingår i släktet Ctenophilus och familjen småjordkrypare. Inga underarter finns listade i Catalogue of Life.